# Suad Al-Attar

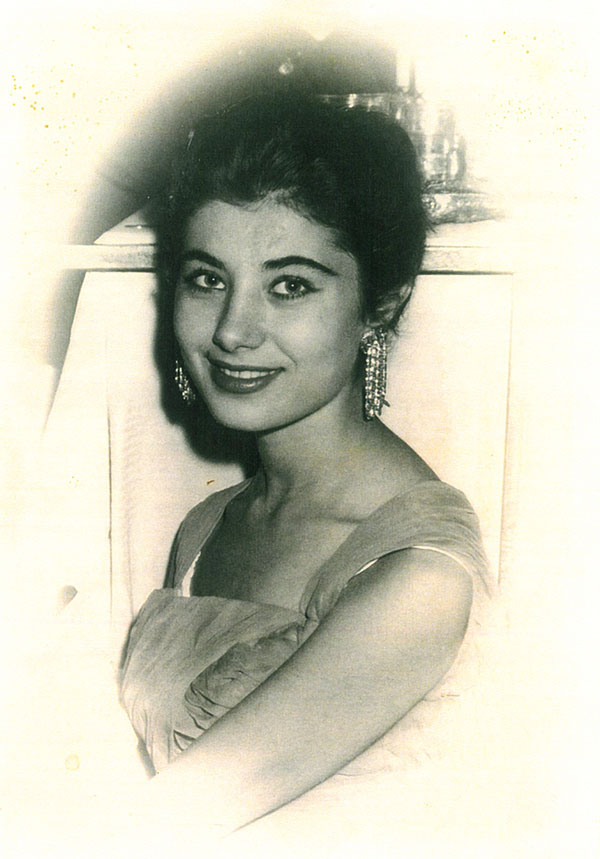
Suad Al-Attar

Suad al-Attar (arabisch سعاد العطار, DMG Suʿād al-ʿAṭṭār; * 1942 in Bagdad, Irak) ist eine irakische Malerin. Sie hatte in Bagdad als erste irakische Künstlerin die erste Einzelausstellung in der Geschichte des Landes.

## Leben und Werk

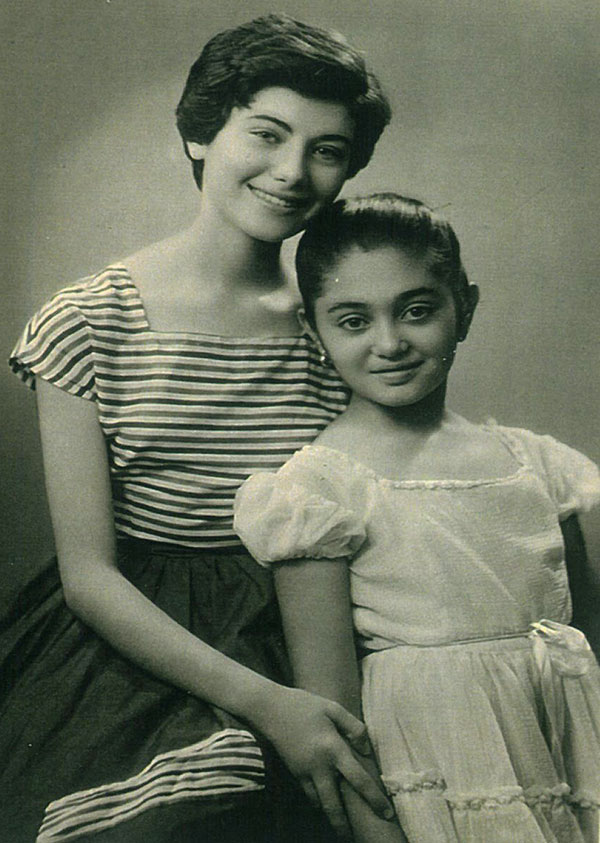
Suad und Layla al-Attar

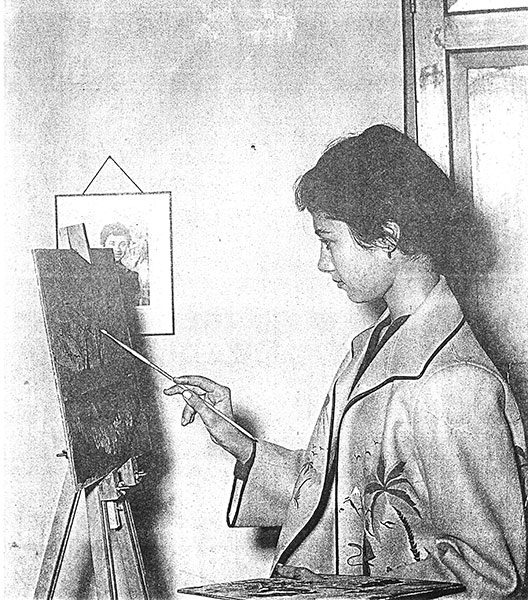
Suad Al-Attar malt im Alter von dreizehn Jahren in Bagdad

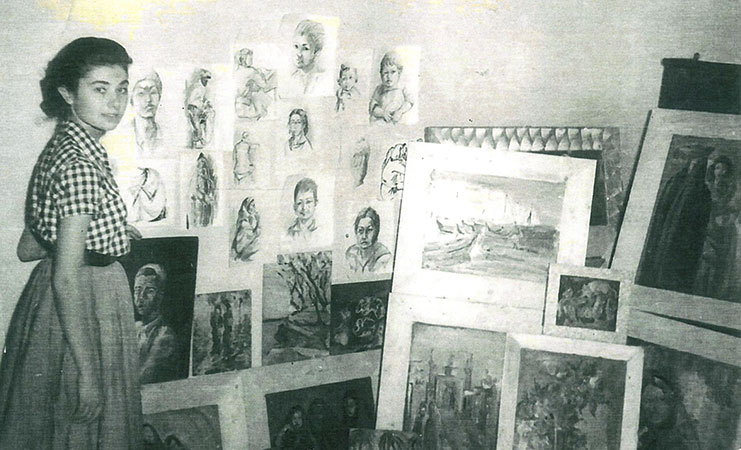
Suad Al-Attar in ihrem Atelier 1957 vor ihrer ersten Kunstausstellung in Bagdad

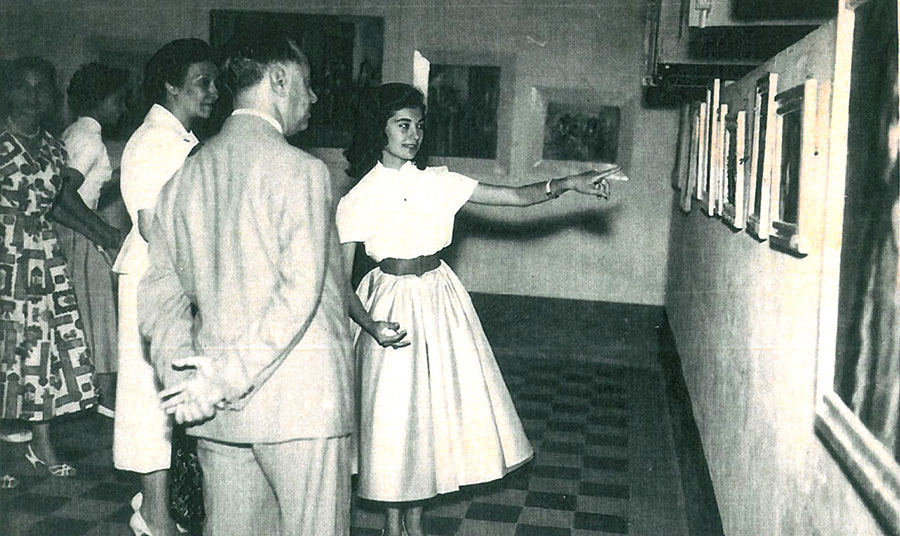
Suad Al-Attar in ihrer ersten Einzelausstellung in der Bagdad High School mit dem Kulturminister, 1957

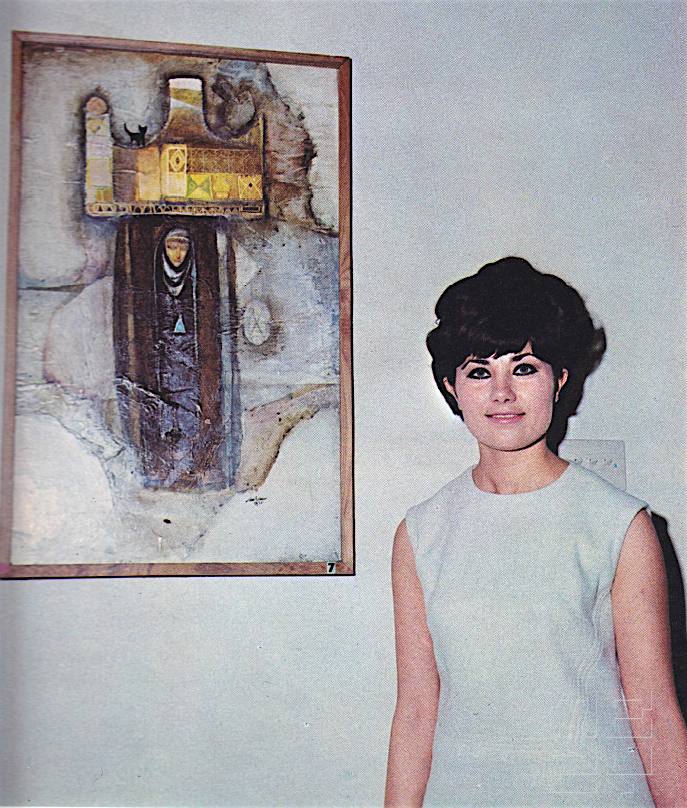
Suad Al-Attar mit ihrem Gemälde Hausfrau, Bagdad, 1965

Al-Attar war die Tochter der Künstlerin Anisa Al Attar (1910–2002), die in Beirut in Malerei ausgebildet worden war. Ihre jüngere Schwester Layla Al-Attar war ebenfalls Malerin und Direktorin des ehemaligen Center for National Art in Bagdad. Al-Attar stellte während ihrer Schulzeit einige ihrer Kunstwerke aus, die die Aufmerksamkeit des renommierten Malers Jewad Selim erregten.
In den frühen 1960er Jahren erwarb Al Attar einen Abschluss in Bildender Kunst an der Universität von Bagdad und ein Diplom an der California State University, wo sie drei Jahre studierte. Zu dieser Zeit war der Irak ein wichtiges Zentrum für Kunst und Kultur, aber die Präsenz von Frauen auf diesem Gebiet war ziemlich ungewöhnlich. Im Alter von 21 Jahren erlangte Al Attar zunehmend Anerkennung in der Kunstszene der Stadt und trug zur Entwicklung der Bagdad Group for Modern Art bei. Nach ihrem Studium lehrte sie an der Universität Bagdad und war die erste irakische Künstlerin, die 1965 eine Einzelausstellung in Bagdad veranstaltete. Gleichzeitig nahm sie an vielen Ausstellungen in Europa und im Nahen Osten teil, wodurch der Irak international bekannt wurde.
Al-Attar engagierte sich in den 1960er Jahren aktiv in der irakischen Kunstszene. Während der 1970er Jahre erlangte die irakische Kunst eine beispiellose internationale Aufmerksamkeit. Die Regierung sponserte häufig Künstler für Reisen zu internationalen Kunstveranstaltungen, und ausländische Künstler wurden zur Teilnahme an einheimischen Kunstfestivals und Ausstellungen eingeladen. Al-Attar spielte eine wichtige Rolle in dieser nach außen gerichteten Bewegung, indem sie auf internationalen Biennalen ausstellte, wo sie eine Reihe von Preisen gewann, so auf den Biennalen in London 1978, Kairo 1984, Brasilien 1985 und Malta 1995. Al-Attar nahm auch an der in London ansässigen Third World Biennial of Graphic Art im Jahr 1980 teil, die Druckgrafiker aus verschiedenen Nationen zur gemeinsamen Erforschung der Medien zusammenbrachte.
Al-Attar verließ Bagdad 1976 mit ihrem Mann und ihren Kindern und ließ sich in London nieder. Sie erhielt ein Postgraduierten-Diplom in Druckgrafik von der Wimbledon School of Art und der London Central School of Art and Design.
Die frühen 1990er Jahre waren eine tragische Zeit für Al Attar, die 1991 kurz nach dem Golfkrieg ihren Vater verlor und 1993 ihre Schwester Leila, die bei einem amerikanischen Luftangriff auf Bagdad ums Leben kam. Sie führte einige Arbeiten mit dunkleren Szenen aus, in denen sie Malerei und arabische Schrift kombinierte, indem sie Auszüge aus Gedichten hinzufügte.
Eine umfangreiche Monographie, die ihre Karriere dokumentiert, wurde 2004 in London veröffentlicht. Ein Großteil von ihrer Malerei zeichnet sich durch eine intensive traumartige und poetische Sensibilität aus, die sich auf Motive und Symbole aus den Traditionen der Kunst des Nahen Ostens stützt. In den letzten Jahren sind diese farbenfrohen Darstellungen des Paradieses und der in Türkisblau getauchten schlafenden Städte aus ihrem Werk verschwunden, da sie sich zunehmend mit der Not des Irak beschäftigt hat.
Obwohl Al-Attar seit 1976 in London lebt, ist sie dem kulturellen Erbe ihrer Geburtsstadt treu geblieben und hat sich von arabischer Poesie, Geschichte und Mythologie inspirieren lassen. Geflügelte und zusammengesetzte Kreaturen tauchen regelmäßig in ihren Werken auf und erinnern an die assyrische und sumerische visuelle Kultur. Andere übliche Motive wie Palmen, Pferde und Pfauen weisen ebenfalls auf mesopotamischen sowie mittelalterlichen islamischen Einfluss hin.
Al-Attars Arbeiten befinden sich sowohl in privaten als auch in öffentlichen Sammlungen, darunter das British Museum und das Arab Museum of Modern Art in Doha, Katar. Ihre Arbeit steht auf der Roten Liste des irakischen Nationalmuseums für moderne Kunst, was bedeutet, dass ihre Arbeit im Zuge der US-geführten Invasion aus dem Museum geplündert wurde.

## Auszeichnungen und Ehrungen (Auswahl)
- 1984: Goldmedaille und 1. Preis, Internationale Biennale, Kairo
- 1984: Miro Award (1. Preis), Homage to Picasso & Miro Exhibition, Madrid
- 1985: Ehrenpreis, II Cabo Frio International Print Biennial Exhibition, Brasilien
- 1995: Auszeichnung, 1. Internationale Biennale von Malta
- 1998: Ehrenpreis, Sharjah Ladies Club, Vereinigte Arabische Emirate
- 1999: Award of Excellence, CIB Award, Gemälde für das Opernhaus Holland Park 1998

## Ausstellungen (Auswahl)
- 1965: Solo Exhibition, Bagdad
- 1968: Solo Exhibition, Gallery One, Beirut
- 1972: Solo Exhibition, Gallery One, Beirut
- 1973: Exhibition at the National Museum of Modern Art, Bagdad
- 1974: Solo Exhibition, Gallery Centre d'Accuil du Proche Orient, Frankreich
- 1974: Triennial of International Art, New Delhi, Indien
- 1975: Contemporary Arab Art Exhibition, Algerien
- 1976: The International Cagne-Sur-Mer Exhibition, Frankreich
- 1978: Contemporary Art Exhibition, New York
- 1978: The Stowells Trophy Competition, Royal Academy of Arts, London
- 1980: Third World Biennial of Graphic Art, London, United Kingdom and Bagdad
- 1980: Exhibition of Women Artists, Rom
- 1981: Suad al-Attar: Etchings and Lithographs, Annexe Gallery, London
- 1981: Asilah Art and Culture Festival, Marokko
- 1982: Group Exhibition, Museum of Modern Art, Amman, Jordanien
- 1982: 6th Norwegian International Print Exhibition, Fredrikstad, Norwegen
- 1982: Exhibition of Contemporary Art, Ottawa
- 1983: Suad al-Attar: Recent Paintings, Graffiti Gallery, London
- 1983: Contemporary Arab Artists, Iraqi Cultural Center, London
- 1984: 51st Exhibition of the National Society of Painters, Sculptors, and Printmakers, Mall Galleries, London
- 1984: 1st International Biennial Exhibition, Kairo
- 1984: International Print Biennial, Miami, Florida
- 1985: Solo Exhibition, Alif Gallery, Washington D.C.
- 1985: International Art Exhibition, Homage to Picasso & Miro, Madrid
- 1985: International Biennial of Graphic Arts, Taiwan
- 1985: International Print Biennial, Krakau, Polen
- 1985: II Cabo Frio International Print Biennial Exhibition, Brasilien
- 1986: Solo Exhibition, The National Museum of Modern Art, Kuwait
- 1986: Arab World Institute Exhibition, Grand Palais, Paris
- 1987: Group Exhibition, Mall Galleries, London
- 1998: Kelling Festival, Norfolk
- 1998: 230th Summer Exhibition, Royal Academy of Art, London
- 1999: Riverside Studios, London
- 1999: Solo Exhibition, Albemarle Gallery, London
- 2000: Women of the World, New York City
- 2000: Writing Arabic, British Museum, London
- 2000: Flint Institute of Art, Michigan
- 2000: Solo Exhibition, Green Art Gallery, Dubai
- 2001: Women of the World, University of Maryland, Washington D.C.
- 2001: 1st International Middle Eastern Paintings, Sotherby's, London
- 2002: 44th International Art Festival of Souza, Tunesien
- 2002: Solo Exhibition, Chelsea Art Club, London
- 2002: Global Collection of Art, Ohio
- 2002: 24th International Cultural Asilah Festival, Asilah, Marokko
- 2003: Spoleto Art Festival, Italien
- 2003: Palace Wharf Group Show, London
- 2003: UNESCO Centre, Jordan National Gallery Collection, Paris
- 2003: The Arabian Canvas, Dubai, United Arab Emirates
- 2006: Homage to My Land & Dreaming of a Peaceful World, Green Art Gallery, Vereinigte Arabische Emirate